# Miopsalis gryllospeca
Miopsalis gryllospeca is een hooiwagen uit de familie Stylocellidae. De originele naamcombinatie (protoniem) was Stylocellus gryllospecus Shear, 1993.